# Scaphellinae
Scaphellinae zijn een onderfamilie van weekdieren uit de klasse van de Gastropoda (slakken).

## Geslachten
- Ampulla Röding, 1798
- Caricella Conrad, 1835 †
- Euroscaphella Van Dingenen, Ceulemans & Landau, 2014 †
- Scaphella Swainson, 1832
- Volutifusus Conrad, 1863